# UP'S〜Ultra Performer'S radio〜
UP'S〜Ultra Performer'S radio〜（アップス〜ウルトラ・パフォーマーズ・レディオ〜）は1995年10月10日から2000年4月1日まで、TBSラジオをキーステーションにJRN系列局で毎週月 - 金曜の深夜25:00 - 27:00に放送されていた深夜放送のラジオ番組ゾーンである。略称はUP'S。

## 概要
前番組『シンデレラドリーム ミッドナイト☆パーティー』から方針を一転。番組内容を一新して開始した。パーソナリティはコサキン（小堺一機・関根勤）、ライバル局の夜ワイド番組のパーソナリティを務めた伊集院光を起用した。
既にラジオ深夜放送の代名詞的存在である『オールナイトニッポン』と比較して、ネット局やスポンサーなど物量面で圧倒的に不利ではあったが話題性を狙ったパーソナリティの起用を行わず、同番組はラジオ聴取歴の長いヘビーリスナーをターゲットとした番組内容となった。長寿パーソナリティが生まれ、月曜日と火曜日は特に安定して高い聴取率の長寿番組が並んでいる。
2000年春の改編で『UP'S』の番組タイトルは消滅したが、2000年4月 - 2002年3月までは各曜日で独立・分離した番組として、一部曜日のパーソナリティを変更した。
2002年4月からは深夜枠の統合により、『JUNK』を開始した。
1997年4月からは聴取率の面で弱かった木曜、金曜は2部制（『UP'S』枠解消後は複数番組で編成）となり、編成のテコ入れを図った。

## オープニング ジングル
この番組は全曜日共通のオープニング ジングルを使用した。
1995年10月の放送開始から1997年4月まではダークポップな曲と合わせて「It's 1’o’clock Show! Ultra Performer’s Radio UP'S! (放送曜日の英語)」とコールされるものを使用
。1997年の4月から放送開始が1時30分となった後も前述のジングルを使用したが、5月頃に「1’o’clock Show」を全曜日 取り除き、アレンジを加えて再編集したジングルを使用。
1997年10月から放送開始が再び1時00分となり、火曜から金曜が戻されたが、月曜だけは使用を続けた。
月曜はUP'Sとして最終週で使用したジングルは先程の両者ではなく、月曜のジングルにかつて使用したBGMにタイトル コールが乗るジングルであった。

## タイトル呼称と表記について
正式タイトルは『UP'S〜Ultra Performer'S radio〜』であるが、番組内での呼称（OP時とCM前）は基本的に各曜日を冠した「○曜UP'S」＋「（番組名）」となっていた。番組によってはパーソナリティの名を冠した『○○○○のUP'S』の場合があったが（次項「曜日別パーソナリティの変遷」を参照）、新聞のラジオ番組欄では曜日を問わず、この様に表記した。

## 曜日別パーソナリティの変遷
『UP'S』時代の番組についてはタイトルに「UP'S」を含むもの以外は「○曜UP'S」の後に各番組名を呼称。
本項では『UP'S』枠解消後に放送開始した番組についても記述する（全て独立した番組である）。

### 月曜日
- 伊集院光のUP'S 深夜の馬鹿力（伊集院光 / 1995.10 - ）

### 火曜日
- 千原兄弟の!（千原兄弟 / 1995.10 - 1996.09）
- 笹野みちるのUP'S Speak OUT!（笹野みちる / 1996.10 - 1997.03 枠移動）
- 爆笑問題カーボーイ（爆笑問題 / 1997.04. - ）

### 水曜日
- 佐竹雅昭の暁の黒海老団（佐竹雅昭 / 1995.10 - 1996.03）
- 「週替わり」（1996.04 - 1996.09）

| 4月 | 10日 | 電気グルーヴ[注釈 2] | 電気グルーヴ[注釈 2] | 電気グルーヴ[注釈 2] | 17日 | 鈴木蘭々     | 24日 | 4-STiCKS        | 4-STiCKS        | 4-STiCKS               |
| 5月 | 1日  | 種浦マサオ           | 8日                  | RAZZ MA TAZZ         | 15日 | RAZZ MA TAZZ | 22日 | 奥居香          | 29日            | KIX-S                  |
| 6月 | 5日  | GOOD LOVIN'          | 12日                 | 黒夢                 | 19日 | 千原兄弟     | 26日 | L'Arc〜en〜Ciel | L'Arc〜en〜Ciel | L'Arc〜en〜Ciel        |
| 7月 | 3日  | ゴスペラーズ         | 10日                 | 爆笑問題             | 17日 | 脱線3        | 24日 | 光浦靖子        | 31日            | ユースケ・サンタマリア |
| 8月 | 7日  | 小島嵩弘             | 14日                 | 黒夢                 | 21日 | 鈴木紗理奈   | 28日 | 脱線3           | 脱線3           | 脱線3                  |
| 9月 | 4日  | スチャダラパー       | 11日                 | infix                | 18日 | VANILLA      | 25日 | 光浦靖子        | 10月2日         | Jack&Betty             |
- 斉藤リョーツ･鈴木啓三郎のUP'S（斉藤リョーツ・鈴木啓三郎 / 1996.10 - 1997.03）
- コサキンDEワァオ!（小堺一機・関根勤 / 1997.04 枠移動 - ）

### 木曜日
- コサキンDEワァオ!（小堺一機・関根勤 / 1995.10 - 1997.03 枠移動）
- 笹野みちるのUP'S Speak OUT!（笹野みちる / 1997.04 枠移動 - 1997.09）
- ねたばん（浦口直樹 / 1997.10 - 1998.09）
- 「月替わり」（1998.10 - 1998.12）
  - 1998年10月（8日 - 29日）：Hysteric Blue
  - 1998年11月（5日 - 26日）：オセロケッツ（1時台）／我那覇美奈（2時台）
  - 1998年12月 1時台：Pierrot（3日）／WINO （10日）／宇多田ヒカル（17日）／鈴木あみ（24日）／2時台：大塚利恵（3日 - 24日）
- Pierrot BRAINSTORM（Pierrot/1999.01 - 1999.09・第1部）
- 「月替わり」（1999.01 - 1999.09・第2部）
  - 1999年1月（7日 - 28日）：JEHO
  - 1999年2月（4日 - 18日）：椎名林檎、2月25日：谷口崇
  - 1999年3月：我那覇美奈（4日）／Daily-Echo（11日）／鈴木あみ（18日）／コルツ（25日）
  - 1999年4月：Hysteric Blue（1日）／センチメンタル・バス（8日 - 29日）
  - 1999年5月（6日 - 27日）：大久保海太
  - 1999年6月（3日 - 24日）：Keno
  - 1999年7月（1日 -29日）：牧謙次郎
  - 1999年8月（5日 - 26日）：Whiteberry
  - 1999年9月（2日 - 30日）：クラムボン
- Take2のバットルナイト（Take2 / 1999.10 - 2000.03）
- 枠解消後
  - NEXT GENERATION（ノブタケ / 2000.04 - 2000.09）
  - 志村けん・中山秀征の「い〜んでないの?!」（志村けん・中山秀征 / 2000.10 - 2001.03・第1部）
  - 坂下千里子のビューティーお先です!（坂下千里子 / 2000.10 - 2001.03 枠移動・第2部）
  - 鴻上尚史の博愛ライダー（鴻上尚史 / 2001.04 - 2002.03）

### 金曜日
- 恵俊彰のメグミーランド（恵俊彰 / 1995.10 - 1996.09）
- 「月替わり」（1996.10 - 1997.03）
  - 1996年10月：玉川紗己子（11日）／國府田マリ子（18日）／林原めぐみのTokyo Boogie Night スペシャル（25日）
  - 1996年11月（1日 - 29日）：種浦マサオ
  - 1996年12月（6日 - 27日）：清春（黒夢）
  - 1997年1月（3日 - 31日）：UP'Sスペシャル 爆笑問題'97
  - 1997年2月（7日 - 28日）：声優スペシャル
  - 1997年3月（7日 - 4月4日）：UP'Sスペシャル 爆笑問題スプリング
- 林原めぐみのHeartful Station（林原めぐみ / 1997.04 - 1998.09・第1部<1:30 - 2:30 → 1:00 - 2:00>）
  - 同番組はラジオ関西からの逆ネット（時差放送）。
- 「月替わり・週替わり」（1997.04 - 1997.09・第2部<2:30 - 3:00>）

| 4月 | 11日・18日・25日     | TWO-MIX              | TWO-MIX              | TWO-MIX              | TWO-MIX    | TWO-MIX    | TWO-MIX    | TWO-MIX    | TWO-MIX | TWO-MIX                       |
| 5月 | 2日・9日             | サニーデイ・サービス | サニーデイ・サービス | サニーデイ・サービス | 16日       | 翠玲       | 23日       | SPYKE      | 30日    | 奥井雅美 （月1回 レギュラー） |
| 6月 | 6日                  | アニメタル           | 13日・20日           | 関智一               | 関智一     | 関智一     | 関智一     | 関智一     | 27日    | 奥井雅美 （月1回 レギュラー） |
| 7月 | 4日                  | BONNIE PINK          | 11日                 | Jungle Smile         | 18日       | Iceman     | Iceman     | Iceman     | 25日    | 奥井雅美 （月1回 レギュラー） |
| 8月 | 1日・8日・15日・22日 | 鈴木紗理奈           | 鈴木紗理奈           | 鈴木紗理奈           | 鈴木紗理奈 | 鈴木紗理奈 | 鈴木紗理奈 | 鈴木紗理奈 | 29日    | 奥井雅美 （月1回 レギュラー） |
| 9月 | 5日                  | 岡崎律子             | 12日                 | 松浦有希             | 19日       | スガシカオ | 26日       | 奥井雅美   | 10月3日 | FANATIC◇CRISIS                |
- まっくんのE.B.（えーべー）CLUB（奥井雅美 / 1997.10 - 1998.09・第2部）
- BREAK OUT MUSIC（志賀大士 → ノブタケ / 1998.10 - 2000.03）
- 枠解消後
  - 志村けん・中山秀征の「い〜んでないの?!」（志村けん・中山秀征 / 2000.04 - 2000.09 枠移動・第1部）
  - Pierrot BRAINSTORM（Pierrot / 2000.04 - 2000.09・第2部）
  - cach the music（武居“M”征吾 / 2000.04 - 2000.09・第3部）
  - 極楽とんぼの吠え魂（極楽とんぼ / 2000.10 - 2006.07）

## ネット局
- TBSラジオ（JRN系列キーステーション / 関東広域圏）
- 北海道放送（北海道）
2000年4月から金曜日に『林原めぐみのHeartful Station』などの番組を編成してネットを離脱したが『吠え魂』開始の2000年10月に復帰した。
- 山陽放送（岡山県、 - 1997年9月）（現・RSK山陽放送）
1997年10月、NRNに加盟。JRNとのクロスネット開始に伴い、営業面などの理由（スポンサーの有無）で『UP'S』のネットを離脱。『オールナイトニッポン』のネットに移行した。
- RKB毎日放送（福岡県）
1999年頃から木曜または金曜は自社制作番組とアニラジを放送したため、未ネットの曜日があった。この編成は『JUNK』が開始した2002年4月以降も続いたが、2003年10月から再び全曜日フルネットになった。
- 琉球放送（沖縄県）